# نوفا عماد
'نوفا عماد Nova Emad  مطربة عراقية مقيمة في كندا، وهي ابنة الفنانة العراقية الرمز سيتا هاكوبيان والمخرج العراقي عماد بهجت 
ولها اخت واحدة «نايري» "Naire" تعمل في مجال الإخراج.

## مشوار الغناء
ابتدأت نوفا عماد الغناء بعمر صغير جدا، تقول والدتها الفنانة سيتا هاكوبيان عنها انها تعلمت الغناء قبل تعلمها الكلام. غنت كطفلة على المسرح الجمعية الخيرية الارمنية في مهرجانها السنوي بعمر 11 عاما وفي أيام الخميس في المدرسة اثناء رفعة العلم. استمرت بالغناء مع الاصدقاء والعائلة حتى غادرت العراق عام 1997. انضمت إلى الكورال الكنسي في الدوحة عام 2000 ثم باشرت بقيادته كهواية. في عام 2002 هاجرت إلى كندا لتبدأ مشوار الغناء مع مجموعة من الاصدقاء في فريق غنائي عربي فرنسي يحمل اسم (جوي فيوشن). في عام 2006 انتقلت إلى مدينة تورونتو ومن هناك ابتدأت مشوار الغناء بشكل جدي. في عام 2007 وقعت عقدا مع الفنان الكندي من اصل فلسطيني (ارابيسك) لادارة اعمالها لفترة وجيزة. في عام 2017 وبعد اكمالها لالبومها الأول وقعت عقد توزيع البومها مع شركة يونيفرسال الشرق الأوسط وشمال افريقيا. في عام 2020 انضمت إلى شركة مقام للإنتاج الفني في الشرق الأوسط مع توقيع اتفاقية مع مؤسسة (بيليف عربية) لتوزيع اغنياتها إلى العالم. 

## الاغنيات
- على بالي عبرت (مع فريق جوي فيوشن) -You Crossed my mind (with Joy Fusion) -2003
- مشاعر (مع دي جي داني جي)- Emotions (Dj Danny D feat Nova Emad) - 2006
- حلوى الصحراء (مع الفنان ارابيسك) 2007 - (Desert Dessert (feat Arabesque
- ديفيرنتي (مع الفريق العالمي غوتان بروجكت) 2007 - (Diferente(Gotan Project feat Nova Emad
- الحب الابدي 2008- Love Divine
- حلم اخر (مع دي جي صلاح) 2009- (Another Dream (DJ Salah feat Nova Emad
- ويختفي (مع د. مان) 2009-(Fades Away (D.Man feat Nova Emad
- قافلة الحب (مع الفنان ارابيسك) 2010-(Caravan of Love (Arabesque feat Nova Emad
- لحظة زمان - أول أغنية من البومها الأول 2010 -(Moments in Time (single from first debut album
- غربة - 2013 - Ghurbah الاغنية الأولى من الالبوم الأول الذي يحمل نفس العنوان. صدرت الاغنية سنغل في تعاون مع الفنان العراقي القدير بشار حسام العزاوي ً
- كلمه- 2013 - Kilma - سنغل
- ليلى - 2014 - Layla - سنغل
- من الاعماق - 2014
- ديليمان - 2015
- ارحل مع الريح - دويت مع الشاعر العراقي مأمون النطاح - 2018
- وينك - مع قبيلة الوحوش - 2019
- يا حبيبي تعال الحقني - تريو مع الفنانة مكادي نحاس ومايرا - 2020
- ردت انساهم - 2021
- One Human - بمشاركة 123 فنان من انحاء العالم - 2022
- ميدلي اغاني تراثية - مع الفنان شيراك تاتوسيان - (دادة حسن - عالميمر - طولي يا ليلة) - 2022
- ميدلي اغاني تراثية - مع الفنان شيراك تاتوسيان - (يا ام العباية - بوية نعيمة - الليلة حلوة ) - 2022
- يا عشك كلبي - 2022
- بغداد والشعراء والصور - اعادة توزيع الاغنية للسيدة العظيمة فيروز - من انتاج انور الحمداني وقناة الفلوجة 2023
- شوكي - للفنانة سيتا هاكوبيان - اعادة توزيع لمسلسل بغداد الجديدة - رمضان 2023
- بلوة بلاني - 2023
- احلى شي بالعمر 2023

## البومات
- خايف عليه - 2017:

صدر البوم خايف عليه بعد 5 سنوات ونصف من العمل وهو من إنتاج نوفا عماد الخاص، وقامت بتوزيعه شركة يونيفرسال ميوزك الشرق الأوسط وشمال افريقيا universal music MENA. يتضمن الالبوم 9 اغاني، ثمان منها باللغة العربية، وواحدة بالفرنسية. تم تسجيل «خايف عليه» في أجزاء مختلفة من العالم كالأردن ولبنان ومصرو فرنسا وبراغ وكندا وأمريكا. 
- يا طير – كلمات محمد الغريب، الحان يوسف عباس، توزيع مراد دمرجيان  / Ya Teir
- ليل ونهار  - كلمات ضياء عيسى، الحان حسن (يو تي ان وان)، توزيع شيراك تاتوسيان/ Leil Ou Nahar
- قررت انساك - كلمات ذوالفقار حجاز، الحان سرمد الحداد، توزيع ريمون صقر  / Qarraret Ansak
- اطنشها – كلمات مشرف العتابي، الحان حاتم منصور، توزيع شيراك تاتوسيان / Atanish'ha
- خايف عليه – كلمات عبد الحسن شياع المحمداوي، الحان طارق الشبلي، توزيع هشام نزيه /Khaef Aleh
- هاي العراقية – كلمات إبراهيم عبد الملك، الحان نوفا عماد، توزيع شيراك تاتوسيان /Hay El Iraqya
- خلف الاسوار – كلمات نوفا عماد، الحان ايلي معلوف /Khalf Al Aswar
- يا وليد – الحان صالح الكويتي (من التراث العراقي)، توزيع شيراك تاتوسيان /Ya Wleid
- أغنية الامل – كلمات ناتالي كراسيلجيك، الحان وتوزيع جان فيليب كرسبين  /Deja La'ube

## المسلسلات، الافلام والمسرحيات
- سوق الخميس (أداء غنائي لفلم قصير)2008- Thursday Market (short movie) - vocals on soundtrack
- مسلسل الملاذ الكندي (اداء موسيقى التايتل والاغاني الخاصة بالموسيقى التصويريه) - الاجزاء 3و4 الملاذ بالإنكليزي
- آنو - مهرجان المسرح الحر - عمان - الأردن 2010- الدورة الخامسة
- مسلسل السبع وصايا (اداء الاغاني الخاصة بالموسيقى التصويريه) - رمضان 2014
- مسلسل بغداد الجديدة (اداء اغنية خاصة للمسلسل ) - رمضان 2023

(Sanctuary (TV series
السبع وصايا

## وصلات خارجية
الموقع الرسمي 
موقع اليو تيوب
موقع الساوند كلاود
موقع الانستغرام